# Charles Ackerly
Charles Edwin Ackerly, detto Charley (Cuba, 3 gennaio 1888 – Clearwater, 16 agosto 1982), è stato un lottatore statunitense, specializzato nella lotta libera.

## Palmarès

### Olimpiadi
- Oro a Anversa 1920 nei pesi piuma.